# Beneden-Canada
Beneden-Canada (Frans: Province du Bas-Canada; in het Nederlands soms ook Laag- of Neder-Canada genoemd) was een Britse kolonie langs de rivier de Saint Lawrence en aan de kust van de Saint Lawrencebaai. De kolonie besloeg een groot deel van de hedendaagse Canadese provincie Quebec.
De provincie ontstond in 1791 als gevolg van de Constitutional Act van 1791, waarbij de provincie Quebec (1763-1791) werd verdeeld in Neder-Canada en Opper-Canada. Neder-Canada bestond uit een groot deel van de voormalige Franse kolonie Nieuw-Frankrijk, en werd grotendeels bewoond door Frans-Canadezen. Dit land was aan de Britten overgedragen aan het eind van de Zevenjarige Oorlog.
Net als in Opper-Canada had Neder-Canada te maken met opstandige inwoners en verzet tegen de Britse regering.
In 1841 werden Opper-Canada en Neder-Canada verenigd tot de Provincie Canada.